# Bintang

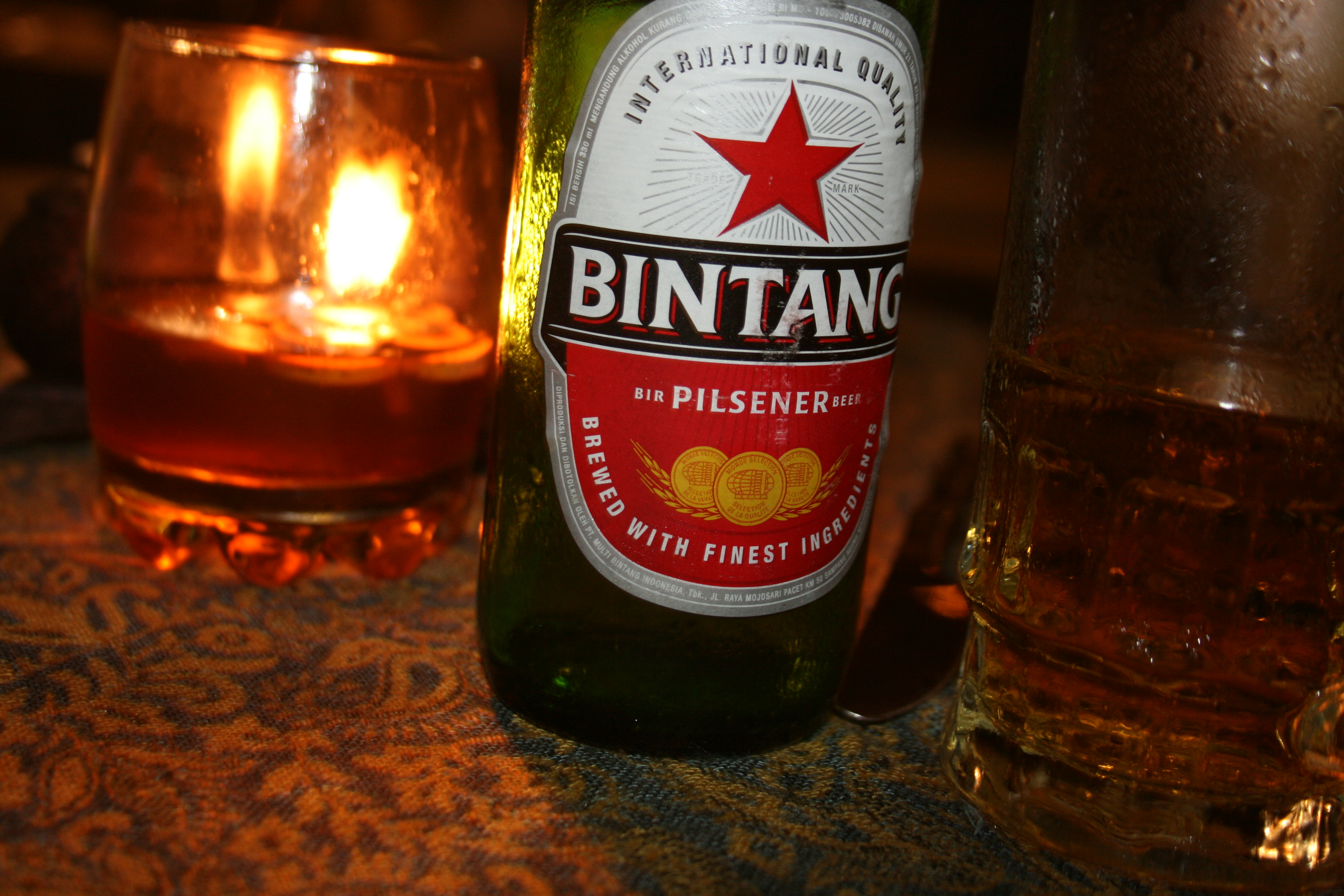
Bière Bintang

La Bintang est une bière indonésienne produite par le groupe brassicole Multi bintang, filiale d'Heineken. Produit issu de la colonisation néerlandaise, il s'agit de la bière la plus consommée en Indonésie.

## La bière
Le nom Bintang signifie littéralement "étoile". La bière à 4,7 % a un goût de malt et de houblon. De type Pils, véritable clone de la bière Heineken, elle lui a pris le goût, la forme de la bouteille...

## La brasserie
La brasserie Bintang date de 1929, construite à Surabaya durant l'occupation hollandaise. Après l'indépendance indonésienne en 1949, elle prend le nom "Heineken's Indonesian Brewery Company". En 1957, l'état prend le contrôle de la brasserie jusqu'en 1967. Heineken rachète alors son ancienne entreprise et lui donne son nom actuel Multi bintang.